# 矢野由起
矢野 由起（やの ゆき）は、日本の教育学者（家庭科教育、栄養教育）。薬学博士（京都大学）。滋賀大学教育学部教授。

## 来歴
京都女子大学大学院家政学研究科修士課程修了
- 1980年　皇學館大学文学部助手
- 1987年　皇學館大学文学部講師
- 1991年　皇學館大学文学部助教授
- 1993年　上越教育大学助教授
- 1996年　滋賀大学教育学部助教授
- 1999年　滋賀大学教育学部教授

京都大学から薬学博士の学位を取得

## 著書
- 『中・高校教員養成のための家庭科教育法』（共著） 建帛社、1993年
- 『環境教育における生活教材を用いた総合学習』 大学教育出版、1998年
- 『Assetビジュアル 家庭科教育実践講座 第1巻』（共著） ニチブン、1998年
- 『家庭科で育つ子どもたちの力』（共著） 明治図書、2004年
- 『新版 家政学辞典』（分担執筆） 朝倉書店、2004年